# Cmentarz parafii Opatrzności Bożej w Wesołej
Cmentarz parafii Opatrzności Bożej w Wesołej – parafialny cmentarz katolicki położony na terenie warszawskiej dzielnicy Wesoła przy ul. Piotra Skargi 2.
Jest jednym z trzech cmentarzy w Wesołej. Znajduje się w zarządzie parafii Opatrzności Bożej w Warszawie, erygowanej 27 czerwca 1950 przez kard. Stefana Wyszyńskiego. Pierwszy pochówek na cmentarzu pochodzi z 1952. W 2019 Mazowiecki Wojewódzki Konserwator Zabytków prof. Jakub Lewicki wpisał kościół z terenem przykościelnym i cmentarzem do rejestru zabytków nieruchomych wskazując, iż są one cennym dokumentem historii Wesołej, kształtowania się lokalnej społeczności i układu przestrzennego tej części dzielnicy.

## Pochowani
- Zdzisław Ambroziak – siatkarz i dziennikarz sportowy[5]
- Teresa Maryańska – paleontolog, doktor habilitowany
- Stefan Wysocki – duchowny katolicki, miejscowy proboszcz, Honorowy Obywatel Łowicza[6].